# Petra Riedel
Petra Riedel (Magdeburgo, República Democrática Alemana, 17 de septiembre de 1964) es una nadadora alemana retirada especializada en pruebas de estilo espalda, donde consiguió ser medallista de bronce olímpica en 1980 en los 100 metros.

## Carrera deportiva
En los Juegos Olímpicos de Moscú 1980 ganó la medalla de bronce en los 100 metros espalda, con un tiempo de 1:02.64 segundos, tras las también alemanas Rica Reinisch que batió el récord del mundo con 1:00.86 segundos, y Ina Kleber (plata con 1:02.07 segundos).